# Zalman Xazar
Zalman Xazar (hebreu: זלמן שז"ר‎) (24 de novembre de 1889 - 5 d'octubre de 1974) fou un polític, autor i poeta israelià. Va ser el tercer President d'Israel entre 1963 i 1973.